# ロッキー・ロックリッジ
ロッキー・ロックリッジ（Rocky Lockridge、1959年1月10日 -2019年2月7日 ）は、アメリカ合衆国の男性プロボクサー。ワシントン州タコマ出身。元WBA・IBF世界スーパーフェザー級王者。

## 来歴
1978年8月9日、アメリカ合衆国でプロデビュー。
1980年2月19日、11戦目でUSBA全米フェザー級王座を獲得した。
1980年10月4日、17戦目で世界王座初挑戦。WBA世界フェザー級王者エウセビオ・ペドロサに挑戦し、15回判定負けで王座獲得ならず。
1983年4月24日、32戦目でエウセビオ・ペドロサに再挑戦し、15回判定負けでまたしても王座獲得ならず。
1983年9月9日、元WBC世界スーパーフェザー級王者コーネリアス・ボサ・エドワーズと対戦し、10回判定勝ち。
1984年2月26日、36戦目でWBA世界スーパーフェザー級王者ロジャー・メイウェザーに挑戦し、1回KO勝ちで世界王座を獲得した。同王座は文泰鎮、カメル・ブ・アリを相手に2度の防衛に成功した。
1985年5月19日、3度目の防衛戦でウイルフレド・ゴメスと対戦し、15回判定負けで王座から陥落した。
1986年8月3日、WBC世界スーパーフェザー級王者フリオ・セサール・チャベスに挑戦し、12回判定負けで王座獲得ならず。
1987年8月9日、IBF世界スーパーフェザー級王者バリー・マイケルに挑戦し、9回TKO勝ちで王座を獲得した。同王座は2度の防衛に成功した。
1988年7月27日、3度目の防衛戦でトニー・ロペスと対戦し、12回判定負けで王座から陥落した。1989年3月5日、ロペスと再戦するも、12回判定負けで王座奪回ならず。
1989年6月18日の試合を最後にリングを離れるも、2年半後の1992年1月30日にラファエル・ルエラスと対戦し、10回判定負け。
1992年4月22日、シャンバ・ミッチェルと対戦し、10回判定負け。この試合を最後に引退した。
2019年2月7日、家族が死去を公表した。

## 引退後
現役時代に始めたコカインとアルコールが断ち切れず、離婚と破産を経験。1994年に時給8ドルの仕事を得るが、ほどなくして強盗で逮捕され執行猶予5年の判決を受ける。しかし3年後、再び強盗で逮捕され、1999年7月まで27ヶ月の間刑務所に服役する。出所後は、物乞いをするホームレスまで落ちぶれ、さらには脳卒中を患い、杖無しでは歩行が困難になる。
2010年4月には、依存・中毒症患者の回復過程を扱うリアリティ番組「Intervention」に出演した。番組内で設けられた自身の息子との対話の際には、息子からの愛情ある言葉に感極まり大泣きする様子も捉えられた。該当の場面は同月Youtubeに「Best Cry Ever」という題の動画として投稿され、インターネット・ミームとなっている。
2013年5月、ショッピングセンターの店先で絡んできた若者を右ストレートでノックアウトする動画が、インターネット上にアップロードされる。

## 獲得タイトル
- WBA世界スーパーフェザー級王座（防衛2）
- IBF世界スーパーフェザー級王座（防衛2）

### 映像資料
https://www.youtube.com/watch?v=ee925OTFBCA
1. ↑  Rewind 2 Piece KO Of The Week: O.G. Rocky Lockridge ... YouTube. 2013年5月10日閲覧.